# Posate le pistole, reverendo
Posate le pistole, reverendo è un film del 1972 diretto da Leopoldo Savona.

## Trama
Il pistolero Slim si affianca ad un pizzaiolo italiano Geremia e alle sue due figlie per provare in vari travestimenti per ottenere un tesoro nascosto da un banchiere.